# Arundoclaytonia
Arundoclaytonia là một chi thực vật có hoa trong họ Hòa thảo (Poaceae).

## Loài
Chi Arundoclaytonia gồm các loài: